# Hekinan
Hekinan (碧南市 Hekinan-shi) és una ciutat que es troba a la prefectura d'Aichi, Japó. A 31 de gener de 2013, la ciutat tenia una població estimada de 72.327 persones i una densitat de 2.016,92 persones per km². L'àrea total és de 35.86 km².

## Història
- La ciutat va ser fundada el 5 d'abril de 1948 unint els pobles d'Ohama, Shinkawa, Tanao, i la vila d'Asahi.[2] La ciutat va ser nomenada com Hekinan (碧南). Altres ciutats properes també van formar municipis abans de pertànyer prèviament al districte de Hekikai: Anjo, Kariya, Takahama, i Chiryū. Hekinan va ser la desena ciutat fundada a la prefectura d'Aichi.[2]
- L'1 d'abril de 1955, una part de la vila de Meiji (actualment coneguda com Nishibata) va ser incorporada dins Hekinan.
- El 26 de setembre de 1959, el tifó Vera va malmetre profundament la ciutat.
- El 14 de juliol de 1974, va ser oberta la piscina Rinkai Kōen coneguda també Kinuura Mammoth. Això va ser perquè la ciutat reclamava l'ús industrial de la vora costanera, perdent l'ús de les seves belles platges.
- El 23 de maig de 1988, es va obrir l'hospital municipal.[3]
- El 1993, l'estació de generació termal de Hekinan (Thermal Generating Station) va ser creada per Chubu Electric Power en terrenys recuperats. Fet que proporcionà importants ingressos a la ciutat.
- El 17 d'agost del 2003, les instal·lacions de la Piscina Rinkai Kōen es van tornar obsoletes i el nombre dels visitants es va reduir, per la qual cosa la ciutat tanca la piscina. A canvi, la ciutat crea el parc Hekinan Rinkai Park al mateix lloc.

## Geografia

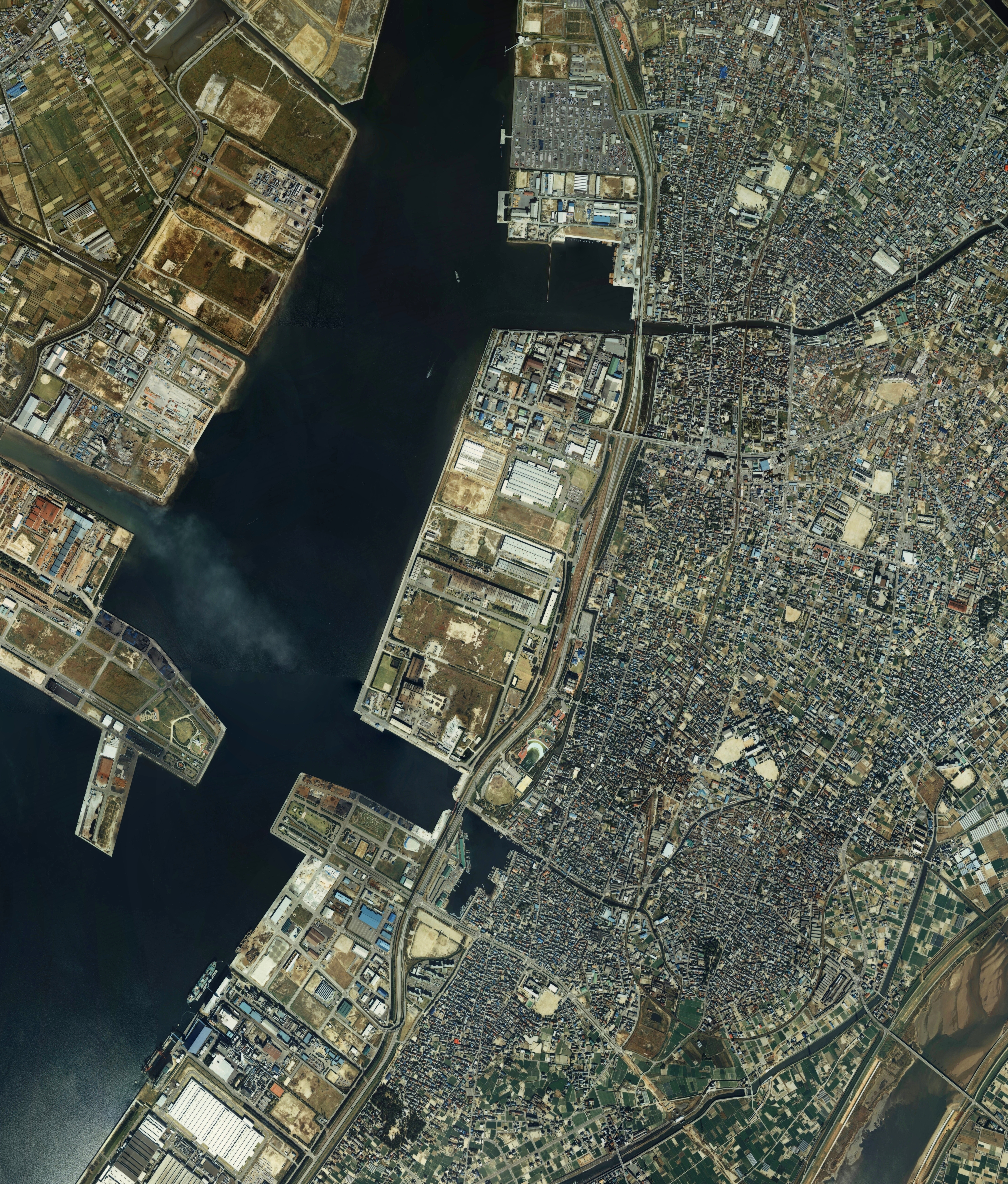
Centre de Hekinan, 1987

Hekinan es troba al centre-sud de la prefectura d'Aichi i està envoltada pel llac Aburagafuchi, el riu Yahagi, la badia de Kinuura i la badia de Mikawa. La major part de l'àrea de la ciutat es troba en terrenys recuperats, amb una elevació mitjana de menys de set metres sobre el nivell del mar.

### Clima
La ciutat té un clima caracteritzat per estius calorosos i humits, i hiverns relativament suaus (classificació climàtica de Köppen C). La temperatura mitjana anual a Hekinan és de 15,7 °C. La precipitació mitjana anual és de 1.609 mm, sent setembre com el mes més plujós. Les temperatures són més altes de mitjana a l'agost, al voltant dels 27,6 °C, i les més baixes al gener, al voltant dels 4,6 °C.
Gamagōri, Aichi és el punt d'armari que mesura la informació climàtica.
| Paràmetres climàtics mitjans de Gamagōri, Japan (1971–2000) | Paràmetres climàtics mitjans de Gamagōri, Japan (1971–2000) | Paràmetres climàtics mitjans de Gamagōri, Japan (1971–2000) | Paràmetres climàtics mitjans de Gamagōri, Japan (1971–2000) | Paràmetres climàtics mitjans de Gamagōri, Japan (1971–2000) | Paràmetres climàtics mitjans de Gamagōri, Japan (1971–2000) | Paràmetres climàtics mitjans de Gamagōri, Japan (1971–2000) | Paràmetres climàtics mitjans de Gamagōri, Japan (1971–2000) | Paràmetres climàtics mitjans de Gamagōri, Japan (1971–2000) | Paràmetres climàtics mitjans de Gamagōri, Japan (1971–2000) | Paràmetres climàtics mitjans de Gamagōri, Japan (1971–2000) | Paràmetres climàtics mitjans de Gamagōri, Japan (1971–2000) | Paràmetres climàtics mitjans de Gamagōri, Japan (1971–2000) | Paràmetres climàtics mitjans de Gamagōri, Japan (1971–2000) |
| Mes                                                         | Gen.                                                        | Feb.                                                        | Mar.                                                        | Abr.                                                        | Mai.                                                        | Jun.                                                        | Jul.                                                        | Ago.                                                        | Set.                                                        | Oct.                                                        | Nov.                                                        | Des.                                                        | Anual                                                       |
| ----------------------------------------------------------- | ----------------------------------------------------------- | ----------------------------------------------------------- | ----------------------------------------------------------- | ----------------------------------------------------------- | ----------------------------------------------------------- | ----------------------------------------------------------- | ----------------------------------------------------------- | ----------------------------------------------------------- | ----------------------------------------------------------- | ----------------------------------------------------------- | ----------------------------------------------------------- | ----------------------------------------------------------- | ----------------------------------------------------------- |
| Font:                                                       |                                                             |                                                             |                                                             |                                                             |                                                             |                                                             |                                                             |                                                             |                                                             |                                                             |                                                             |                                                             |                                                             |

### Economia
Hekinan és una de les ciutats més riques del Japó. El seu índex de capacitat financera és d'1,70. Components relacionats amb el quilòmetre, metall, rajoles i processament d'aliments són les principals indústries de la ciutat. L'any 2006 el nombre de fàbriques era de 463 amb 16.778 treballadors. El valor dels enviaments va ser de 84.356.533 milions de iens en total el 2006. La central tèrmica de Hekinan és una de les centrals tèrmiques més grans del món.

## Ciutats germanes
- Edmonds, Estats Units.
- Pula, Croàcia.